# Metalimnobia (Tricholimonia) zernyana
Metalimnobia (Tricholimonia) zernyana is een tweevleugelige uit de familie steltmuggen (Limoniidae). De soort komt voor in het Afrotropisch gebied.